# 二維多平面重建
二維多平面重建（英語：2D Multiplanar reconstruction，MPR），是被大量用於分析電腦斷層掃描影像的技術。可用於在正交平面（冠狀，矢狀，軸向或傾斜，選擇任意平面）中重建影像，這可以幫助醫療人員建立解剖結構在多個平面的視覺效果。
在醫學影像中，要進行三維重建，最容易的方式是將所有的橫切面推疊起來，而支援MPR的軟體可以從各種不同的角度切割物體（像是縱切面）。

## 例子
以牙科為例，當牙醫使用使用錐狀射束電腦斷層掃描（Cone-Beam Computed Tomography）等掃描技術，於電腦中建立3D影像後，從而可以利用立體渲染技術看出完整的口腔結構，而使用二維多平面重建 (MPR)技術可在任意平面及斜面中重建影像，這可以幫助牙醫師觀察牙齒在各個角度的解剖結構，而這種效益是僅使用一般影像顯示技術所無法實作的。